# Лайош Портіш
Лайош Портіш (угор. Portisch Lajos, нар. 4 квітня 1937, Залаеґерсеґ)— угорський гросмейстер.
Навчився грати в шахи у віці 12 років й відтоді постійно покращував свою майстерність. 1955 року взяв участь у першості світу серед юніорів в Антверпені й посів там 4-те місце. 1958 року став міжнародним майстром.
У 1958—1981 роках 9 разів перемагав у першості Угорщини. Від 1961 року— гросмейстер. Від 1956-го до 2000-го представляв Угорщину на шахових олімпіадах і встановив численні рекорди: взяв участь 20 разів, зіграв 260 партій, набрав 176½ очок. 1978 року команда Угорщини (на 1-й шахівниці— Л. Портіш) досягла нечуваного спортивного результату,— обійшла збірну СРСР і сенсаційно посіла 1-ше місце.
За строгий позиційний стиль і глибокі теоретичні пізнання його називали «угорським Ботвинником».
2004 року Портіш отримав найвищу спортивну нагороду Угорщини й став спортсменом нації.

## Участь у змаганнях
Турнірні та матчеві результати Л. Портіша 1952 - 1975 р.
| РІК      | ТУРНІР                                                      | МІСЦЕ | +  | =  | -  |
| 1952     | Дунайварош, суміжний турнір майстрів                        | 15    | 4  | 1  | 9  |
| 1953     | Півфінал чемпіонату Угорщини                                | 6 -10 | 4  | 4  | 5  |
| 1954     | Півфінал чемпіонату Угорщини                                | 7     | 6  | 3  | 4  |
| 1954     | Кестхей, суміжний турнір майстрів                           | 1     | 6  | 4  | 1  |
| 1955     | Антверпен, юнацький чемпіонат світу                         | 4     | 4  | 3  | 2  |
| 1955     | Півфінал чемпіонату Угорщини                                | 1     | 9  | 4  | 2  |
| 1955     | Будапешт, суміжний турнір майстрів клубу «Вереш Лобого»     | 4—6   | 7  | 2  | 4  |
| 1955     | XI чемпіонат Угорщини                                       | 10-11 | 6  | 7  | 6  |
| 1956     | Будапешт, турнір пам'яті Альохіна                           | 1—2   | 6  | 5  | 2  |
| 1956     | Будапешт, турнір майстрів клубу «Сікра»                     | 1—2   | 7  | 5  | 1  |
| 1956/57  | Будапешт, турнір майстрів Угорської шахової спілки          | 1—2   | 6  | 4  | 1  |
| 1957     | Будапешт, XII чемпіонат Угорщини                            | 5—6   | 5  | 5  | 3  |
| 1957     | Будапешт, півфінал XIII чемпіонату Угорщини                 | 1     | 7  | 7  | -  |
| 1958     | XIII чемпіонат Угорщини                                     | I     | 10 | 6  | 2  |
| 1958     | Балатонфюред, турнір пам'яті Асталоша                       | 1     | 7  | 4  | —  |
| 1958     | Будапешт, XIV чемпіонат Угорщини                            | 1—3   | 10 | 5  | 2  |
| 1958/59  | Гастінгс                                                    | 2     | 5  | 4  | —  |
| 1959     | Будапешт, потрійний матч-турнір за звання чемпіона Угорщини | 1     | 3  | 4  | 1  |
| 1959     | Москва                                                      | 4—6   | 2  | 8  | 1  |
| 1959     | Балатонфюред, турнір пам'яті Асталоша                       | 3—5   | 6  | 3  | 4  |
| 1959     | Чемпіонат світу серед студентів                             | —     | 9  | 3  | —  |
| 1959     | Будапешт, XV чемпіонат Угорщини                             | 1—3   | 9  | 9  | —  |
| 1960     | Потрійний матч-турнір за звання чемпіона Угорщини           | 3     | 1  | 4  | 3  |
| 1960     | Мадрид, зональний турнір                                    | 1—4   | 6  | 9  | —  |
| 1960     | Сан-Бенедетто-дель-Тронто                                   | 1     | 10 | —  | 1  |
| 1960     | XIV Олімпіада, Лейпциг                                      | —     | 7  | 8  | 2  |
| 1961     | Малага                                                      | 9     | 4  | 1  | 6  |
| 1961     | Будапешт, XVI чемпіонат Угорщини                            | 1—2   | 10 | 7  | —  |
| 1961     | Командний турнір Ленінград-Будапешт                         | —-    | —  | 1  | 3  |
| 1961     | Будапешт, турнір пам'яті Мароці                             | 4—7   | 5  | 8  | 2  |
| 1961     | Оберхаузен, ХІ чемпіонат Європи                             |       | 4  | 5  | 1  |
| 1961     | Москва                                                      | 6 - 7 | 3  | 6  | 2  |
| 1961     | Будапешт, матч-турнір за звання чемпіона Угорщини           | 1     | 2  | 1  | —  |
| 1961     | Блед                                                        | 15—16 | 2  | 12 | 5  |
| 1962     | Стокгольм, зональний турнір                                 | 9—10  | 8  | 9  | S  |
| 1962     | Сараєво                                                     | 1—2   | 5  | 6  | —  |
| 1962     | Кечкемет, турнір пам'яті Асталоша                           | 2—3   | 7  | 7  | 1  |
| 1962     | Варна, XV Олімпіада                                         | — .   | 6  | 7  | 3  |
| 1963     | Будапешт, XVIII чемпіонат Угорщини                          | 4     | 8  | 10 | 1  |
| 1963     | Командний турнір Будапешт-РРФСР                             | —     | —  | 2  | 2  |
| 1963     | Сараєво                                                     | 1     | 4  | 6  | 1  |
| 1963     | Халле, зональний турнір                                     | 1     | 9  | 10 | —  |
| 1963     | Амстердам, турнір ІБМ                                       | 1     | 4  | 4  | 1  |
| 1964     | Торремолінос                                                | 2-3   | 6  | 3  | 2  |
| 1964     | Будапешт, XIX чемпіонат Угорщини                            | 1     | 12 | 5  | —  |
| 1964     | Амстердам, зональний турнір                                 | 8—9   | 10 | 9  | 3  |
| 1964     | Матч Решевський-Портіш                                      | —     | 2  | 1  | —  |
| 1964     | Тель-Авів, XVI Олімпіада                                    | —     | 9  | 6  | 1  |
| 1965     | Бевервейк                                                   | 1—2   | 7  | 7  | 1, |
| 1965     | Загреб                                                      | 4-5   | 6  | 12 | 1  |
| 1965     | Гамбург, чемпіонат Європи                                   | —     | 1  | 8  | —  |
| 1965     | Матч Портіш-Таль                                            | —     | 1  | 3  | 3  |
| 1965     | Єреван                                                      | 5     | 4  | 6  | 3  |
| 1966     | Мар-дель-Плата                                              | 3     | 5  | 9  | 1  |
| 1966     | Кечкемет, турнір пам'яті Ласло Тота                         | 1—2   | 4  | 5  | —  |
| 1966     | Санта-Моніка, турнір П'ятигорського                         | 4—5   | 3  | 13 | 2  |
| 1966     | Гавана, XVII Олімпіада                                      | —     | 8  | 7  | 1  |
| 1966     | Пальма де-Мальорка                                          | 3     | 7  | 6  | 2  |
| 1967     | Халле, зональний турнір                                     | 1     | 12 | 7  | —  |
| 1967     | Командний турнір РРФСР-Угорщина                             | —     | 1  | 1  | 2  |
| 1967     | Москва                                                      | 6—8   | 6  | 7  | 4  |
| 1967     | Амстердам, турнір ІБМ                                       | 1     | 5  | 6  | —  |
| 1967     | Cyc, зональний турнір                                       | 5     | 8  | 11 | 2  |
| 1967     | Пальма де-Мальорка                                          | 4     | 7  | 9  | 1  |
| 1968     | Монако                                                      | 6—8   | 5  | 5  | 3  |
| 1968     | Матч Портіш-Ларсен                                          | —     | 2  | 5  | 3  |
| 1968     | Командний турнір РРФСР-Угорщина                             | —     | 1  | 5  | —  |
| 1968     | Скопле-Охрид                                                | 1     | 11 | 7  | 1  |
| 1968     | Лугано, XVIII Олімпіада                                     | —     | 8  | 6  | 1  |
| J968     | Будапешт, XXIV чемпіонат Угорщини                           | 2     | 9  | п  | 1  |
| 1969     | Вейк-ан-Зеє                                                 | 3—4   | 7  | 6  | 2  |
| 1969     | Будапешт-Софія                                              | —     | 1  | 1  | 1  |
| 1969     | Монте Карло                                                 | 1—2   | 6  | 4  | 1  |
| 1969     | Амстердам, турнір ІБМ                                       | 1     | 8  | 7  | —  |
| 1969     | Командний матч Угорщина-РРФСР                               | —     | —І | 3  | 1  |
| 1969     | Раах, зональний турнір                                      | 2—5   | 8  | 11 | 2  |
| 1969/ 70 | Гастінгс                                                    | 1     | 5  | 4  |    |
| 1970     | Турнір за вихід в міжзональній турнір                       | 1     | 2  | 4  |    |
| 1970     | СРСР—збірна світу                                           | —     | 1  | 3  | —  |
| 1970     | IV чемпіонат Європи                                         | —     | 1  | 6  | —  |
| 1970     | Зіген, XIX Олімпіада                                        | —     | 7  | 8  | 1  |
| 1970     | Пальма де-Мальорка                                          | 7—8   | 7  | 13 | 3  |
| 1970/71  | Гастінгс                                                    | 1     | 3  | 6  | —  |
| 1971     | Порторож, матч Портіш—Смислов                               | —     | 1  | 4  | 1  |
| 1971     | Амстердам, турнир ІБМ                                       | 2-5   | 6  | 6  | 3  |
| 1971     | Вершец, XI турнір пам’яті Костича                           | 2     | 6  | 9  | —  |
| 1971     | Будапешт, X XVII чемпіонат Угорщини                         | 1     | 8  | 6  | 2  |
| 1971     | Пальма де-Мальорка                                          | 3—4   | 5  | 10 | —  |
| 1972     | Вейк-ан-Зеє                                                 | 1     | 6  | 9  | —  |
| 1972     | Тіссайд                                                     | 3     | 5  | 9  | 1  |
| 1972     | Лас-Пальмас                                                 | 1     | 9  | 6  | —  |
| 1972     | Скопле, XX Олімпіада                                        | —     | 8  | 8  | 1  |
| 1972     | Сан-Антонио                                                 | 1—3   | 7  | 7  | 1  |
| 1973     | XI турнір пам’яті Відмара                                   | 1     | 8  | 9  | —  |
| 1973     | Бат, чемпіонат Європи                                       | ' —   | 2  | 3  | —  |
| 1973     | Петрополіс, міжзональній турнір                             | 2—4   | 4  | 7  | 1  |
| 1973     | Порторож, потрійній матч-турнір                             | 1     | 3  | 5  | —  |
| 1973     | Мадрід                                                      | 6—7   | 5  | 8  | 2  |
| 1974     | Матч Петросян—Портіш                                        | —     | 2  | 8  | 3  |
| 1974     | Ніцца, XXI Олімпіада                                        | —     | 6  | 8  | 2  |
| 1974     | Маніла                                                      | 11—12 | 5  | 3  | 6  |
| 1975     | Вейк-ан-Зеє                                                 | 1     | 6  | 9  | —  |
| 1975     | Будапешт, турнір Тунгшрам                                   | 4—5   | 4  | 9  | 2  |
| 1975     | Порторож—Любляна                                            | 6—7   | 6  | 5  | 4  |
| 1975     | Мілан, круговий турнир                                      | 1     | 4  | 6  | 1  |
| 1975     | Мілан, матч Карпов—Портіш                                   | —     | —  | 5  | 1  |
| 1975     | Будапешт, XXXI чемпіонат Угорщини                           | 1     | 8  | 9  | 1  |

## Зміни рейтингу
| На цьому місці має відображатися графік чи діаграма, однак з технічних причин його відображення наразі вимкнено. Будь ласка, не видаляйте код, який викликає це повідомлення. Розробники вже працюють для того, щоби відновити штатне функціонування цього графіка або діаграми. | |
| | На цьому місці має відображатися графік чи діаграма, однак з технічних причин його відображення наразі вимкнено. Будь ласка, не видаляйте код, який викликає це повідомлення. Розробники вже працюють для того, щоби відновити штатне функціонування цього графіка або діаграми. |

Лайош Портіш. Який він є
Письменник Ервін Лазар розмовляв з Портішем, і їх бесіда була опублікована в журналі «Елет еш продалом» в 1967 році.
Питання (П): Чи шахи можуть бути моделлю життя людини?
Відповідь (В.): Так,
П. У якому віці шахматист показує найвищий результат?
В. Від тридцяти до тридцяти шести, але може добиватися успіхів і п'ятдесят.
П. Вам скільки років?
В. Двадцять дев'ять.
П. Коли не гратимете у турнірах, чим би ви хотіли займатися?
В. Шахами. Написати кілька теоретичних робіт.
П. Якщо ви не граєте в турнірах, то скільки часу ви віддаєте шахам?
В. П'ять-шість годин щодня.
П. Чи вивчаєте ви партії суперників?
В. У кожного шахіста свій метод підготовки. Я намагаюся шліфувати свій стиль.
П. У якому ж стилі ви граєте?
В. Я вважаю себе традиційним шахістом.
П. Що це означає?
В. Я прагну в своїх партіях звести фактор везіння до мінімуму, для мене важливіша корисність ходів, планів, ніж їх краса.
П. А є такі гравці, які б пожертвували корисністю в ім'я краси?
В. Є.  У певній мірі і Михайло Таль є таким шахістом.
П. Як ви вважаєте, ви входите до перших десяти шахістів світу?
В. Я про це ніколи не думав.
П. А все-таки?..
В. Хм... Мабуть, але в самому кінці.
П. Чи є у вас супротивник, проти якого ви сідаєте за шаховий столик з почуттям тривоги?
В. Так. Це Борис Спаський
П. Чому?
В. Я жодного разу в нього не виграв і лише дві партії зумів звести внічию.
П. Кого ви вважаєте найбільш значним шахістом у всі часи?
В. На мою думку, відповідати на це питання недоречно, вірніше, несправедливо.
П. А кого ви ставите собі за приклад?
В. Йде час, змінюються погляди. Все почалося з Німцовича. Переконаний, що шахіст-початківець багато чому може навчитися за його книгами. Потім були Капабланка, Рубінштейн, Альохін, Ботвінник, Керес...
П.Чи є такий шахіст, стиль гри якого б вам був неприємний?
В. Мені не симпатичний шахіст, який намагається вирвати перемогу суто психологічними засобами.
П. Ви любите грати у шахмати?
В. Так.
П. Чи можна уявити собі шахіста високого класу, який не любив би грати в шахи?
В. Кажуть, що Капабланка не любив грати у шахи.
П. Чи буває у вас період, коли немає бажання займатися шахами, хочете закинути їх на якийсь час, забути? І чи не вважаєте ви часом підготовку якимось неприємним домашнім завданням?
В. Ніколи. Завжди охоче займаюсь шахами.
Цитати 
- Звісно, трагічно на порозі успіху програти в останньому турі. Але якщо розглядати свій шлях, то я вважаю, що цей результат можна розглядати як один із ступенів самовдосконалення. І я не засмучуюсь, бо чітко бачу свої промахи. Щоб усунути недоліки, потрібні сила волі і час. На мою думку, я маю і те, й інше. Прошу моїх співвітчизників зрозуміти мене і запастись терпінням. Сподіваюся, настане час, коли я зможу з успіхом грати навіть проти найсильніших шахістів світу.Оцінив свій виступ сам Портіш
- Критики, на жаль, хоча вони теж шахісти, забувають: чемпіон світу ще не перетворився на машину, людина і вона, і не завжди здатна грати якнайкраще. У багатьох випадках — винятки лише підтверджують це — заздрісним сміхом нападають на того, до кого навіть наблизитися не можуть. Ми, шахісти, знаємо, як важко стати чемпіоном світу і як ще важче відстояти цей титул. Мало хто з чемпіонів світу відстояв титул так переконливо, як недавно Петросян проти Спаського. Як придбати найкращу форму на час матчу, ми ще не знаємо, але Петросяну це вдалося. Після ж матчу він, природно, трохи зменшив темп, і до турніру в Санта-Моніці у нього було мало часу, щоб знову опинитися у всеозброєнні. Можливо, у менш значному турнірі позначився його досвід, але у Санта-Моніке одного досвіду було мало. У той же час його молоді суперники намагалися на повну силу.У Санта-Моніці Петросян грав слабше, ніж зазвичай (рідко буває, щоб чемпіон світу виявився лише в середині таблиці з 50-відсотковим результатом). У таких випадках «критики» заявляють, що чемпіон світу не вартий свого звання. Але ось що говорить про цей випадок Портіш
- Треба грати у шахи, пока життя це позволяє.
- У дитинстві я пристрасно любив грати у дитячі ігри, так само, як у шахи. Мої батьки хотіли б зробити з мене музиканта. Декілька років навчався грати на скрипці. Тепер для мене музика — найкращий відпочинок. Вона розважає, заспокоює. Сам же я рідко беру в руки скрипку.
- Я був радий, що мені першому з угорських шахматистів довелося грати матч з чемпіоном світу, нехай навіть не за найвище звання. Я програв матч (з різницею в 1 очко.— Авт.), поразка рідко  кому приносить радість, але я не соромлюся поразки. Міланський турнір став найбільшою подією в моєму житті. На думку багатьох, на ньому я показав свій найкращий результат. Може  бути, воно так і є, але краще про це не говорити…

Цитати про Л. Портіша
- Молодий шахіст Лайош Портіш цілком обізнаний у сучасних питаннях шахової теорії, добре розуміється на позиціях, які вимагають конкретного розрахунку, але він не впевнено почувається в тактичних ускладненнях, хоча, коли це необхідно, сам викликає їх...Т. Флоріан
- Портіш  досяг високого рівня поодинці, без постійних сильних партнерів, у місті, де немає великої шахової школи. Звичайно, в таких умовах виникає така собі провінційна невпевненість у своїх силах. Ось чому він повинен був ще один рік чекати, а точніше — працювати не тільки і над шаховими партіями, а й над собою, щоб, нарешті, опинитися у фіналі
- П'ятнадцятирічний Лайош Портіш із Залаегерсега мав низку хороших позицій, але позначилася відсутність досвіду. Його партії свідчать про намір грати інтересно, цікаво. І особливо радує, що він надзвичайно тримається під час гри.Гросмейстер Р. Барца пише у журналі «Мадьяр Шаккелет» (1952, №6)
- Старт Портіша, що нагадує ракету (7,5 очка з 8 партій), його молодість (26 років) і планомірна гра, повна сюрпризів, вселяють великі надії. Майже всі його партії є творами мистецтва. Він як людина проста, грає спортивно. Його особисті якості разом з вродженою дружньою поведінкою робили його одним з найбільш популярних Старт Портіша, що нагадує ракету (7,5 очка з 8 партій), його молодість (26 років) і планомірна гра, повна сюрпризів, вселяють великі надії. Майже всі його партії є творами мистецтва. Він як людина проста, грає спортивно. Його особисті якості разом з вродженою дружньою поведінкою робили його одним з найбільш популярних.Макс Ейве
- Стиль Портіша, його винахідливість в умінні накопичувати маленькі переваги і трансформувати їх у вирішальну перевагу сприяють його успіху в подібних турнірах. Приваблює серйозність і підготовленість Портіша в грі проти таких майстрів, яких багато хто недооцінює і не приймає всерйоз і за те розплачується втратою важливих очок. Портіш з кожним роком грає сильніше, і можна з упевненістю сказати, що він незабаром буде серед провідних гросмейстерів світу.Майстер Г. Платц, державний тренер збірної НДР